# 外伊犁阿拉套
外伊犁阿拉套属于北天山山脉，位于哈萨克斯坦南部及吉尔吉斯斯坦北部，长350km，最高峰为塔尔加尔峰（Talgar Peak；4,973m），外伊犁阿拉套的北缘就是伊犁盆地的西段，伊犁河从此流过，命名也由此而来。阿拉木图市就位于此山脉的山脚。

## 罗伯逊峰
外伊犁阿拉套有一座山峰以美籍黑人艺人、民权运动活动家保罗·罗伯逊（Paul Robeson）命名，以纪念他宣传美国和苏联的友谊。